# Éruption strombolienne

Schéma d'une éruption strombolienne.

Une éruption strombolienne, ainsi nommée en référence au Stromboli, est un type d'éruption volcanique caractérisé par des explosions d'intensité modérée (indice d'explosivité volcanique d'environ 1 à 2). Les éruptions stromboliennes éjectent des cendres volcaniques, des lapilli et des bombes de lave incandescentes, à des altitudes de quelques dizaines à quelques centaines de mètres. Les explosions de grande ampleur sont atypiques, contrairement aux fontaines de lave qui sont courantes. L'éruption s'accompagne souvent de l'émission d'une lave modérément fluide, à l'origine de coulées de lave.
Les éruptions stromboliennes construisent des édifices de forme conique (des volcans monogéniques ou des stratovolcans) constitués de scories, aux pentes inférieures ou égales à la limite de stabilité (30°).
Les volcans dont l'activité est principalement strombolienne sont qualifiés de volcans stromboliens ou de cônes stromboliens. On observe aussi des éruptions stromboliennes sur d'autres types de volcans, notamment des volcans boucliers. Une éruption strombolienne a été observée en 1996 sur Io, satellite de Jupiter,.